# پامچال مهتاب
پامچال مهتاب (نام علمی: Primula alpicola) نام یک گونه از سرده پامچال است.